# 沙河镇 (连云港市)
沙河镇为江苏省连云港市赣榆区下辖镇，位于赣榆区西南部，南依新沐河，北枕朱稽河，西邻石梁河水库。
截至2007年，总面积130平方千米，辖52个行政村，12.6万口人，耕地面积7270公顷。

## 经济
2007年，全镇完成地区生产总值6.8亿元，其中农业产值1.3亿元，工业产值2.9亿元，第三产业产值2.6亿元。完成社会固定资产投人6.075亿元，地方一般预算2714
万元，农民人均纯收入近万元。

## 行政区划
以下详细区划及数据采用2007年底统计信息。
2007年底，面积130平方千米，辖52个行政村。

### 刘庄村
有3个村民小组，390户，1575口人，耕地面积50.83公顷。工农业总产值4712万元，人均纯收人6518元。运输业比较发达，有大小运输车辆130多辆，依托310国道发展沿路经济长廊1000多米，发展饮食、修理、制造、加工等个体私营户190家。

### 联合村
有6个村民小组，780户，2785口人，耕地面积108公顷。工农业总产值7916万元，人均纯收人6512元。农户商品意识较浓，依托镇区发展沿街经济，发展个体私营经济户410多户，户均年收人近万元。

### 解放村
由原解放村、戚园合并而成。有6个村民小组，707户，2585口人，耕地面积124.73公顷。工农业总产值5661万元，人均纯收人6553元。农户商品意识较浓，依托镇区发展沿街经济，有近百农户从事牛、羊屠宰生意，通过招商引资兴办村户企业50多家，吸纳剩余劳力800多人，发展饮食、加工、百货、日杂等个体私营户280多家，户均年收人超万元。

### 横街村
有4个村民小组，420户，1680口人，耕地面积80公顷。工农业总产值1.11亿元，人均纯收人6708元。农户商品意识较浓，依托镇区发展沿街经济，发展个体私营户120多户，户均年收人近万元。该村农户有从事建筑劳务的传统，有600多人在全国各地从事建筑劳务。

### 西北村
有4个村民小组，220户，890口人，耕地面积46.09公顷。工农业总产值3932万元，人均纯收人6483元。农户商品意识较浓，依托镇区发展沿街经济，建临街商贸综合楼近百幢，发展个体私营经济100多户，户均年收人近万元。

### 郑巷村
由原郑巷村、蒋庄村合并而成。有5个村民小组，508户，2013口人，耕地面积59.23公顷。工农业总产值11951万元，人均纯收人6423元。农户商品意识较浓，依托镇区发展沿街经济，沿街发展饮食、百货、加工、制造等个体私营户160多户，户均年收人近万元。农户有从事建筑劳务的传统，有1000多人在全国各地从事建筑劳务。

### 城子村
由原城子村、南庄村合并而成。有11个村民小组，650户，2680口人，耕地面积76.04公顷。工农业总产值12475万元，人均纯收人6548元。该村是全市有名的油料加工专业村，有油料加工专业户108户，户均年收人3万多元。有30多户从事养鸡业，户均年收人2万多元。

### 新建村
由原汤庄村、范庄村合并而成。有4个村民小组，545户，2093口人，耕地面积112.98公顷。工农业总产值4714万元，人均纯收人6410元。该村有种植草幕的历史，发展优质草幕种植26.68公顷，其中订单农业面积占80%，户均增加收人3000多元。

### 友谊村
由原彭口村、渊头村合并而成。有7个村民小组，388户，1472口人，耕地面积100.85公顷。工农业总产值科98万元，人均纯收人6454元。该村以农业生产为主，农户有种植草苟的历史，发展优质草幕26.68公顷，户均增加收人3000多元。

### 竹元村
有2个村民小组，310户，1100口人，耕地面积57.09公顷。工农业总产值3567万元，人均纯收人65n元。该村以农业生产为主，农户有种植、养殖的历史，发展优质草毒种植20公顷，户均增加收人3000多元。

### 楼河村
由原楼子村、掘河村合并而成。有5个村民小组，568户，2115口人，耕地面积140.60公顷。工农业总产值4134万元，人均纯收人6502元。该村以农业生产为主，农户有种植、柳编的历史，发展优质草幕种植26.68公顷，户均增加收人3000多元。

### 吴村
有3个村民小组，422户，1570口人，耕地面积64.83公顷。工农业总产值4063万元，人均纯收人6485元。该村依托新沐河滩涂发展优质鲜食花生、鲜食玉米种植26.68公顷，亩均增加农户收人1500多元。

### 丁巷村
有4个村民小组，400户，1600口人，耕地面积78.17公顷。工农业总产值3306万元，人均纯收人6511元。该村运输业比较发达，农户有搞建筑、种植的历史，村户企业比较发达，兴办汽修厂、挂面厂等企业30余家。

### 陈巷村
有7个村民小组，469户，1896口人，耕地面积100.58公顷。工农业总产值9260万元，人均纯收人6849元。该村依托陈巷集市，引导农户发展集市贸易，村户经济得到较快发展，有300多农户依托集市贸易，走上致富道路。

### 何元村
有7个村民小组，486户，2010口人，耕地面积129.13公顷。工农业总产值7289万元，人均纯收人6497元。该村运输业比较发达，有大小运输车辆100余辆，农户有草柳编历史，庭院经济比较红火。

### 蒋宅村
有5个村民小组，394户，1600口人，耕地面积102.25公顷。工农业总产值2712万元，人均纯收人6489元。该村农户有种植、草柳编历史，村风民风淳朴，70岁以上老人有近百人。

### 双堆村
是由原后堆村、前堆村合并而成。有4个村民小组，540户，1915口人，耕地面积140公顷。工农业总产值3200万元，人均纯收人6400元。该村农户有种植、草柳编历史，发展优质草幕种植33.35公顷，其中订单种植面积占80%，户均增加收人3000多元。

### 朱圩村
由原西朱圩村、前朱圩村合并而成。有3个村民小组，432户，1544口人，耕地面积96.65公顷。工农业总产值3191万元，人均纯收人5790元。该村发展优质蔬菜26.68公顷，建温室大棚180多个，户均增加收人5000多元。

### 颜庄村
有5个村民小组，563户，2159口人，耕地面积89.科公顷。工农业总产值5567万元，人均纯收入6877元。该村以农业生产为主，农户有蔬菜种植的历史，该村发展蔬菜种植52.14公顷，其中建日光温室620栋，大棚550个，蔬菜种植示范户颜景华、颜庭利等带头发展反季节蔬菜，带动全村农户发展无公害蔬菜种植，每栋日光温室年收人超万元，户均增加收人2500多元，全村有200多农户靠种植蔬菜建起两层以上楼房。

### 新庄村
是由原老庄村、旧庄村合并而成。有5个村民小组，559户，2219口人，耕地面积125.86公顷。工农业总产值3406万元，人均纯收人6504元。该村以农业生产为主，农户有蔬菜种植的历史，发展蔬菜种植46.69公顷，其中建日光温室160栋，大棚110个，户均增加收人3000多元。

### 下河口村
有3个村民小组，342户，1361口人，耕地面积83.44公顷。工农业总产值2464万元，人均纯收人6503元。该村以农业生产为主，农户有蔬菜种植的历史，发展蔬菜种植40公顷，其中建日光温室180栋，大棚150个，每栋日光温室年收人近万元，户均增加收人3500多元。

### 大高村
是由原大口村、高园村合并而成。有5个村民小组，600户，2500口人，耕地面积134.47公顷。工农业总产值3589万元，人均纯收人6494元。该村以农业生产为主，农户有蔬菜种植的历史，发展蔬菜种植40公顷，其中建日光温室220栋，大棚300个，蔬菜种植示范户何自成、朱伯忠等带头发展反季节蔬菜，带动全村农户发展蔬菜种植的积极性，每栋日光温室年收人超万元，户均增加收人3500多元，大高村村户企业发展较快，兴办修造、塑料加工、木材加工等村户企业20多家。

### 团结村
是由原邱庄村、辉埠村合并而成。有5个村民小组，638户，2212口人，耕地面积141.74公顷。工农业总产值4599万元，人均纯收人6508元。该村以农业生产为主，是优质良种培育基地，农户有蔬菜种植的历史，发展蔬菜种植33.35公顷，其中建日光温室百余栋，大棚200个，发展优质草幕种植面积20公顷。

### 八里场村
有3个村民小组，427户，1643口人，耕地面积133.67公顷。工农业总产值2531万元，人均纯收人65n元。该村以农业生产为主，农户有蔬菜种植的历史，发展优质鲜食花生、鲜食玉米种植26.68公顷，发展品种土豆种植面积53.36公顷，户均增加收人1200多元。

### 官庄村
有5个村民小组，385户，1250口人，耕地面积91.71公顷。工农业总产值25巧万元，人均纯收人6495元。该村农户有搞建筑、种植的历史，依托省道牛青公路发展沿路经济带，兴办村户企业20多家。

### 殷庄村
由原殷庄、塘沟两村合并而成。有11个村民小组，农户834户，3372口人，耕地面积143.41公顷。工农业总产值1.49亿元，人均纯收人6397元。全村有400多户常年从事运输、餐饮服务、商业，发展优质蔬菜苗圃种植20公顷，亩收人3000多元。

### 东盛村
由原圩桥、陆庄、南万庄3村合并而成。有7个村民小组，农户413户，1746口人，耕地面积125.26公顷。工农业总产值2877万元，人均纯收人6483元，全村有300多人从事草编，400多人外出劳务，人均收人3100多元，发展洋葱种植面积20公顷，亩均收人2200多元。

### 新兴村
由原同庄、李庄两村合并而成。有5个村民小组，434户，1636口人，耕地面积110.58公顷。工农业总产值2785万元，人均纯收人6614元。该村是果品贩运专业村，全村长年从事果品贩运的达300多人，同时是著名的草墓种植专业村、淀粉加工专业村。

### 西胜村
由原西单、胜利两村合并而成。有6个村民小组，558户，2240口人，耕地面积176.69公顷。工农业总产值2231万元，人均纯收人6567元。该村是品种大蒜种植基地和生猪屠宰、贩运专业村，全村人均一亩蒜园，有近百人从事生猪养殖、屠宰贩运。

### 富强村
由原陈顶、李村两村合并而成。有7个村民小组，525户，2179口人，耕地面积142公顷。工农业总产值3421万元，人均纯收人6668元。该村是温室大棚蔬菜种植专业村，全村共建温室大棚300多栋。

### 刘圩村
有5个村民小组，402户人家，1657口人，耕地面积120.39公顷。工农业总产值2538万元，人均纯收人6687元。该村是蔬菜种植专业村，建有无公害蔬菜基地40公顷，全村有300多劳力从事建筑和运输业。

### 和平村
由原李圩、欧口两村合并而成。有6个村民小组，360户，1538口人，耕地面积108.98公顷。工农业总产值3008万元，人均纯收人6450元。该村户办工业发展较好，现有轧钢、木材、油厂等户办工业20多个。稻草编织也是该村一大特色，仅加工草帘、草苫人均增收1500多兀。

### 圩合村
由原卢圩、三合两村合并而成。有9个村民小组，45l户，1773口人，耕地面积141.67公顷。工农业总产值2935万元，人均纯收人6661元。该村素有建筑安装的传统优势，有近800多名建筑安装工人长年在上海、北京、大庆等大中城市从事建筑劳务，建有塑管厂、化工厂等村户企业，产品供不应求，年创产值500多万元。

### 邓宅村
有6个村民小组，493户，1332口人，耕地面积121.06公顷。工农业总产值4230万元，人均纯收人6524元。该村发展蓝狐等特种养殖达40多户。有10多户村民发展鸡、猪、蓝狐立体喂养，户均年收人3万元。

### 同兴村
由原南官庄、何家庄两村合并而成。有5个村民小组，420户，1677口人，耕地面积118.26公顷。工农业总产值2751万元，人均纯收人6416元。该村是优质白蒜种植基地，发展白蒜种植53.36公顷，同时是徽子加工专业村，全村有120多户人家靠炸撒子走上富裕路。

### 泰和村
由原桥头、南邵庄两村合并而成。有6个村民小组，386户，巧%口人，耕地面积117.53公顷。工农业总产值2中如万元，人均纯收人6516元。该村户办工业较发达，全村有20多户办怡搪厂，安置农村剩余劳力200多人，产品畅销苏、鲁等省。沿路草帘编织十分红火，产品畅销山东市场，带动农民增收致富。有10多户村民发展肉兔、鸡等养殖，户均收人2万元以上。

### 东单村
有4个村民小组，259户，1108口人，耕地面积98.52公顷。工农业总产值2346万元，人均纯收人6489元。该村是大蒜种植示范村，引种美国香蒜获得成功，人均增收1000元以上。

### 前进村
由原舍庄、坡里两村合并而成。有9个村民小组，561户，2300口人，耕地面积244.12公顷。工农业总值3104万元，人均纯收人6422元，该村花生产量高、品质好，备受市场青睐。户办工业较发达，有户办工业20多家。

### 新合村
由原刘庄、张庄、朱桥三村合并而成。有5个村民小组，460户，1855口人，耕地面积114.52公顷。工农业总产值2020万元，人均纯收人6528元。该村是草墓种植专业村，全村种植草墓73.37公顷，粮经比例达3:7以上，有200多户常年从事木材贩运，有130多户专业加工草苫、草帘，增收致富。

### 徐屯村
由原徐屯、肖岭两村合并而成。有n个村民小组，农户1158户，4231口人，耕地面积246.39公顷，该村村户办企业较为发达，有砖厂、汽车拆旧、木器厂等企业30余家，工农业总产值8590万元，人均收人6706元。

### 朱屯村
有6个村民小组，农户643户，2420口人，耕地面积185.56公顷，该村有化工企业2家，全村工农业总产值6238万元，人均收人6800元。

### 小站村
有6个村民小组，农户370户，1510口人，耕地面积118.13公顷，该村有2家化工企业，工农业总产值5962万元，人均收人6503元。

### 大站村
由原站中、站北、站南、刘河头4个村合并而成.有12个村民小组，农户900户，3422口人，耕地面积247.92公顷，工农业总产值4504万元，人均收人6592元。该村群众商品意识较强，有三分之一的农户从事商业经营，有近1000人外出建筑和从事其他劳务，增加农民工资性收人。

### 北朱果村
有5个村民小组，农户270户，1145口人，耕地面积86.18公顷，工农业总产值1642万元，人均收人6280元。该村是有名的淀粉加工专业村。

### 小埠村
有4个村民小组，200户，1174口人，耕地面积92.5公顷，工农业总产值2123万元，人均收人6488元。该村有80%的男劳力外出搞建筑，年收人500多万元。

### 大岭村
有4个村民小组，农户354户，1399口人，耕地面积129.40公顷，工农业总产值1868万元，人均收人6269元，该村发展芋头13.34公顷，优质花生33.35公顷。

### 孟曹埠村
有6个村民小组，645户，2301口人，耕地面积119.60公顷，工农业总产值1905万元，人均收人6351元。该村地处石梁河畔，有淡水养殖水面133.40公顷，全村共发展网箱养鱼2000多只。

### 刘曹埠村
有3个村民小组，310户，1100口人，耕地面积81.00公顷，工农业总产值1670万元，人均收人6328元。

### 李曹埠村
有9个村民小组，638户，2460口人，耕地面积139.07公顷，工农业总产值1940万元，人均收人6394元。

### 山岭房村
有7个村民小组，495户，1900口人，耕地面积116.32公顷，工农业总产值1582万元，人均收人6422元。该村是远近闻名的仔猪繁育专业村，年繁育仔猪近万头。

### 赤金村
由原东赤金、西赤金、后赤金3个村合并而成。有9个村民小组，1035户，4100口人，耕地面积256.06公顷，工农业总产值6334万元，人均收人邸38元。该村是远近闻名的花卉专业村，共建有花卉苗圃基地66.70公顷。

### 张庄村
有2个村民小组，农户273户，1036口人，耕地面积43.82公顷，工农业总产值2526万元，人均收人6515元，该村有2支建筑队，长年在外从事建筑安装工程，劳务输出人员比较多。

## 企业
- 连云港华昌工程有限公司
- 连云港恒春木业有限公司
- 连云港迪泰电器有限公司
- 连云港市南消殷成木业有限公司
- 连云港东霞制衣有限公司